# Harry Sørensen
Rino Harry Charles Sørensen (Német Birodalom, Flensburg, 1892. április 19. – Dánia, Aarhus, 1963. szeptember 14.) olimpiai bajnok dán tornász.
Az 1920. évi nyári olimpiai játékokon indult, mint tornász és a szabadon választott gyakorlatok csapatversenyben aranyérmes lett.
Klubcsapata az Århus 1900 volt.